# 双人自行车

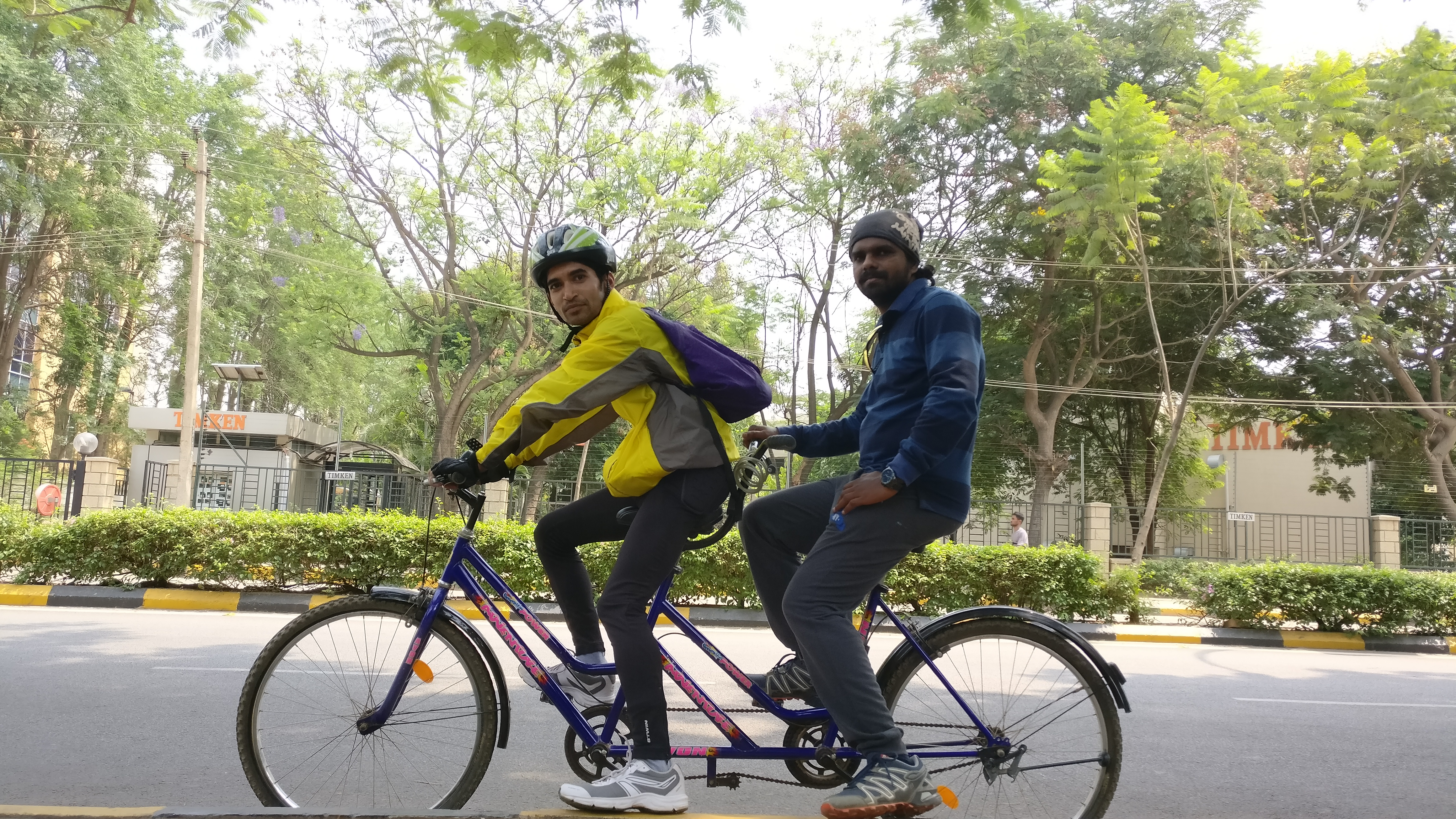
印度一双人自行车

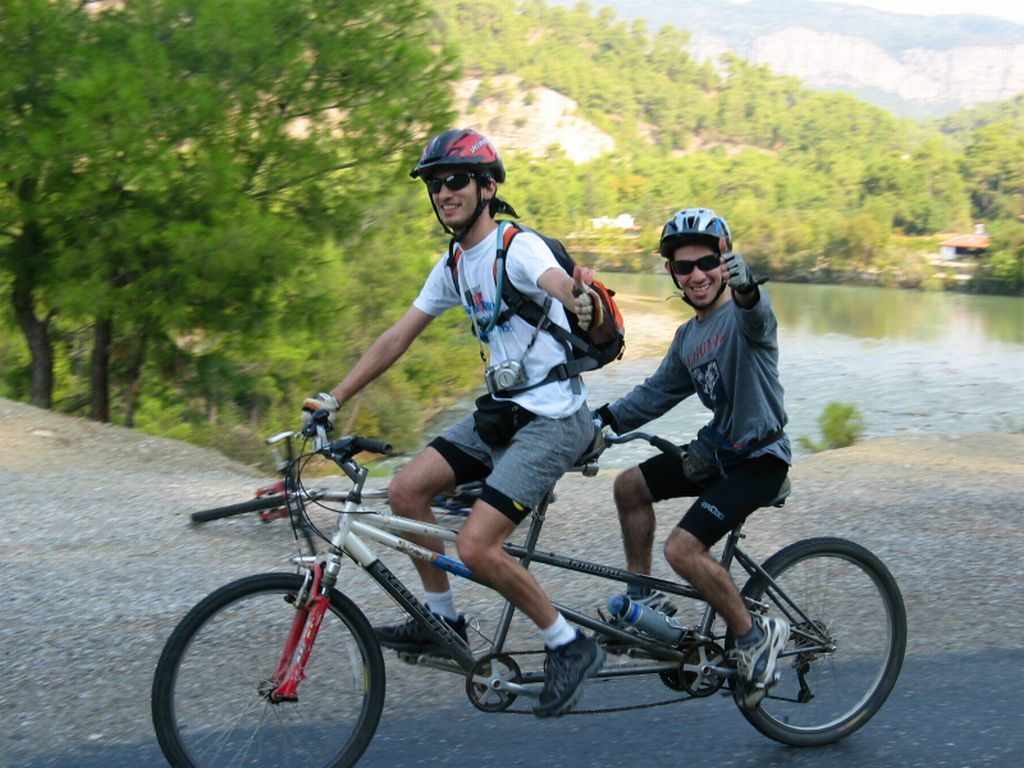
雙人山地自行车

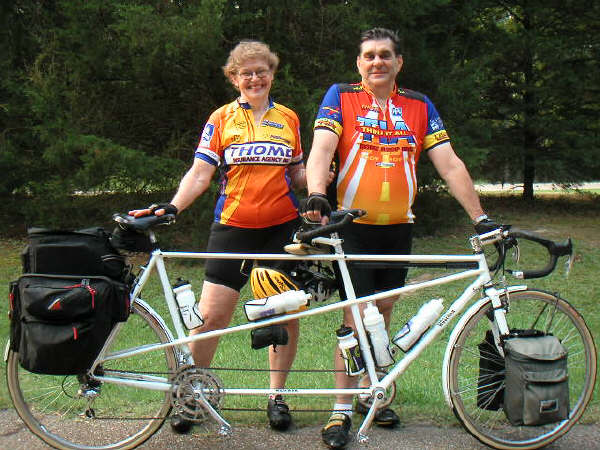
雙人自行車

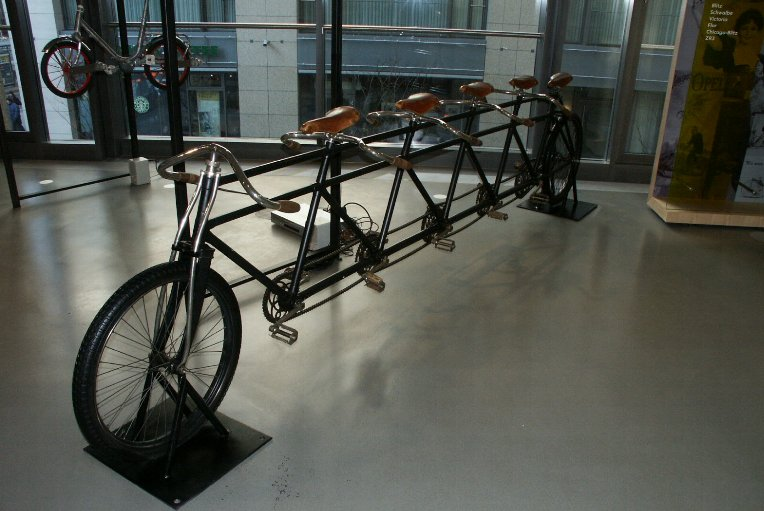
五人自行車

双人自行车是一种可以多人同時騎行的自行车。双人自行车的歷史可以追溯到1880年代中期。双人自行车速度比单人自行车速度更快。坐在双人自行车前面的骑手既可以控制自行车方向又可以控制自行車踏板，后排骑手只能控制自行車踏板。